# Галликкьо
Галликкьо (итал. Gallicchio) — коммуна в Италии, располагается в регионе Базиликата, в провинции Потенца.
Население составляет 952 человека (2008 г.), плотность населения составляет 44 чел./км². Занимает площадь 23 км². Почтовый индекс — 85010. Телефонный код — 0971.
В коммуне 15 августа особо празднуется Успение Пресвятой Богородицы.

## Демография
Динамика населения:

## Администрация коммуны
- Официальный сайт: http://www.comune.gallicchio.pz.it/ Архивная копия от 14 мая 2010 на Wayback Machine